# Chineze Anyaene
Chineze Anyaene (sinh năm 1984) là tên của một nhà làm phim và cũng là một nhà sản xuất phim người Nigeria. Bà được biết đến với bộ phim Ijé: The Journey.

## Lí lịch
Bà học nghệ thuật diễn xuất tại trường đại học Abuja ở Abuja và đi sang Mỹ và nhận được bằng thạc sĩ về đạo diễn ở học viện điện ảnh New York ở thành phố New York. Năm 2010, bà làm một bộ phim đầu tiên tên là Ijé: The Journey, có sự góp mặt của hai nữ diễn viên: Omotola Jalade-Ekeinde và Genevieve Nnaji.
Bộ phim kể về 2 chị em người Nigeria tên là Chioma và Anya, Anya bị buộc tội giết người nên Chioma đi sang Mĩ để giúp cô ấy. Bộ phim quay ở Nigeria và cả ở Mĩ. Và nó đã thành công khi đạt được nhiều giải thưởng như giải Award of Excellence tại liên hoan phim quốc tế Canada, giải cành cọ bạc tại liên hoan phim quốc tế Mexico, giải Golden Ace tại liên hoan phim quốc tế Las Vegas, giải Melvin van Peebles tại liên hoan phim San Francisco Black.
Năm 2012, Anyaene sản xuất một bộ phim ngắn tên là 20 Years Later, đạo diễn là Larry Ulrich, cùng với sự góp mặt của Jeff Handy, Chris Oliver và Angel Princess. Do kinh phí sản xuất của Ijé: The Journey quá lớn thì cho đến hiện tại, bà vẫn không thể tiếp tục sản xuất tiếp một sản phẩm nào nữa.